# Coelioxys gracillima
Coelioxys gracillima là một loài Hymenoptera trong họ Megachilidae. Loài này được Pasteels mô tả khoa học năm 1977.